# Championnats d'Asie de cyclisme sur piste 2019
Navigation
Championnats d'Asie 2018 Championnats d'Asie 2020
Les Championnats d'Asie de cyclisme sur piste 2019 ont lieu du 8 au 13 janvier 2019 à Jakarta en Indonésie. 
En même temps que les 39e championnats d'Asie sur piste élites, ont lieu les 26e championnats d'Asie sur piste juniors (moins de 19 ans) et les 8e championnats d'Asie sur piste paracyclistes.

## Résultats des championnats

### Épreuves masculines
| Épreuves               | Or                                                               | Argent                                                             | Bronze                                                                             |
| ---------------------- | ---------------------------------------------------------------- | ------------------------------------------------------------------ | ---------------------------------------------------------------------------------- |
| Kilomètre              | Sergey Ponomaryov                                                | Hsiao Shih-hsin                                                    | Kim Jun-cheol                                                                      |
| Keirin                 | Yuta Wakimoto                                                    | Muhammad Shah Firdaus Sahrom                                       | Tomoyuki Kawabata                                                                  |
| Vitesse individuelle   | Azizulhasni Awang                                                | Xu Chao                                                            | Muhammad Shah Firdaus Sahrom                                                       |
| Vitesse par équipes    | Japon Kazuki Amagai Yudai Nitta Tomohiro Fukaya                  | Chine Guo Shuai Xu Chao Zhou Yu                                    | Malaisie Azizulhasni Awang Muhammad Fadhil Mohd Zonis Muhammad Shah Firdaus Sahrom |
| Poursuite individuelle | Min Kyeong-ho                                                    | Alisher Zhumakan                                                   | Li Wen-chao                                                                        |
| Poursuite par équipes  | Corée du Sud Im Jae-yeon Kim Ok-cheol Min Kyeong-ho Shin Don-gin | Japon Ryo Chikatani Eiya Hashimoto Shogo Ichimaru Kazushige Kuboki | Kazakhstan Robert Gaineyev Roman Vassilenkov Artyom Zakharov Alisher Zhumakan      |
| Course aux points      | Park Sang-hoon                                                   | Artyom Zakharov                                                    | Muradjan Khalmuratov                                                               |
| Scratch                | Patompob Phonarjthan                                             | Tegshbayar Batsaikhan                                              | Leung Ka Yu                                                                        |
| Américaine             | Corée du Sud Im Jae-yeon Kim Ok-cheol                            | Chine Guo Liang Shen Pingan                                        | Japon Eiya Hashimoto Kazushige Kuboki                                              |
| Omnium                 | Eiya Hashimoto                                                   | Yousif Mirza                                                       | Shin Don-gin                                                                       |

### Épreuves féminines
| Épreuves               | Or                                                      | Argent                                                          | Bronze                                              |
| ---------------------- | ------------------------------------------------------- | --------------------------------------------------------------- | --------------------------------------------------- |
| 500 mètres             | Lin Junhong                                             | Kim Soo-hyun                                                    | Crismonita Dwi Putri                                |
| Keirin                 | Yuka Kobayashi                                          | Lee Wai Sze                                                     | Zhong Tianshi                                       |
| Vitesse individuelle   | Lee Wai Sze                                             | Zhong Tianshi                                                   | Lee Hye-jin                                         |
| Vitesse par équipes    | Chine Lin Junhong Zhong Tianshi Guo Yufang (q)          | Corée du Sud Kim Soo-hyun Lee Hye-jin                           | Hong Kong Lee Wai Sze Ma Wing Yu                    |
| Poursuite individuelle | Lee Ju-mi                                               | Olga Zabelinskaya                                               | Wang Hong                                           |
| Poursuite par équipes  | Corée du Sud Kim You-ri Jang Su-ji Lee Ju-mi Na Ah-reum | Japon Kie Furuyama Yumi Kajihara Kisato Nakamura Miho Yoshikawa | Chine Liu Jiali Wang Xiaofei Wang Hong Chen Qiaolin |
| Course aux points      | Olga Zabelinskaya                                       | Huang Ting-ying                                                 | Zhang Ying                                          |
| Scratch                | Huang Ting-ying                                         | Shen Shanrong                                                   | Pang Yao                                            |
| Américaine             | Japon Kie Furuyama Yumi Kajihara                        | Corée du Sud Kim You-ri Na Ah-reum                              | Ouzbékistan Ekaterina Knebeleva Olga Zabelinskaya   |
| Omnium                 | Yumi Kajihara                                           | Huang Ting-ying                                                 | Olga Zabelinskaya                                   |

## Tableau des médailles
| Rang  | Nation              | Or | Argent | Bronze | Total |
| ----- | ------------------- | -- | ------ | ------ | ----- |
| 1     | Corée du Sud        | 6  | 3      | 3      | 12    |
| 2     | Japon               | 6  | 2      | 2      | 10    |
| 3     | Chine               | 2  | 5      | 4      | 11    |
| 4     | Taipei chinois      | 1  | 3      | 1      | 5     |
| 5     | Kazakhstan          | 1  | 2      | 1      | 4     |
| 6     | Hong Kong           | 1  | 1      | 3      | 4     |
| 6     | Ouzbékistan         | 1  | 1      | 3      | 4     |
| 8     | Malaisie            | 1  | 1      | 2      | 1     |
| 9     | Thaïlande           | 1  | 0      | 0      | 1     |
| 10    | Mongolie            | 0  | 1      | 0      | 1     |
| 10    | Émirats arabes unis | 0  | 1      | 0      | 1     |
| 12    | Indonésie           | 0  | 0      | 1      | 1     |
| Total | Total               | 20 | 20     | 20     | 60    |